# David MacEachern
David MacEachern (Charlottetown, 4 novembre 1967) è un ex bobbista canadese.

## Biografia
Ai XVIII Giochi olimpici invernali (edizione disputatasi nel 1998 a Nagano, Giappone) vinse la medaglia d'oro nel Bob a 2 con il connazionale Pierre Lueders partecipando per la nazionale canadese finendo con lo stesso tempo della nazionale italiana, con un tempo totalizzato fu di 3:37,24.
Inoltre ai campionati mondiali vinse una medaglia d'argento nel 1996, nel bob a due